# Jay Laurence Lush
Jay Laurence Lush (3 de enero de 1896, Shambaugh, Iowa – 22 de mayo de 1982) fue un pionero en la genética animal que hizo importantes contribuciones a la cría de ganado doméstico. Se le conoce con frecuencia como el padre de la cría de animales moderna. Recibió la Medalla Nacional de la Ciencia de Estados Unidos en 1968 y el Premio Wolf en Agricultura en 1979.
Lush estudió matemáticas y genética durante sus estudios de Ganadería en la Universidad Estatal de Kansas y se doctoró en la Universidad de Wisconsin-Madison en 1922.
Lush sostenía que la cría no debía basarse en el aspecto subjetivo del animal, sino en estadísticas cuantitativas y en información genética. En 1937, publicó su obra Animal breeding plans, que tuvo una influencia muy importante en la cría de animales en todo el mundo.
Entre 1930 y 1966, Lush fue profesor distinguido en la Universidad Estatal de Iowa, y en 1967 fue elegido para la Academia Nacional de Ciencias de Estados Unidos.